# Orgères (Ille-et-Vilaine)
Pour les articles homonymes, voir Orgères.
Orgères est une commune française située dans le département d'Ille-et-Vilaine, en région Bretagne.

## Géographie

### Localisation
Orgères est située à 15 km au sud de Rennes et à 90 km au nord de Nantes.
La commune fait partie de Rennes Métropole ainsi que de l'aire urbaine de Rennes.

### Communes limitrophes
| Pont-Péan | Saint-Erblon |            |
| Laillé    | Orgères      | Bourgbarré |
|           | Chanteloup   |            |

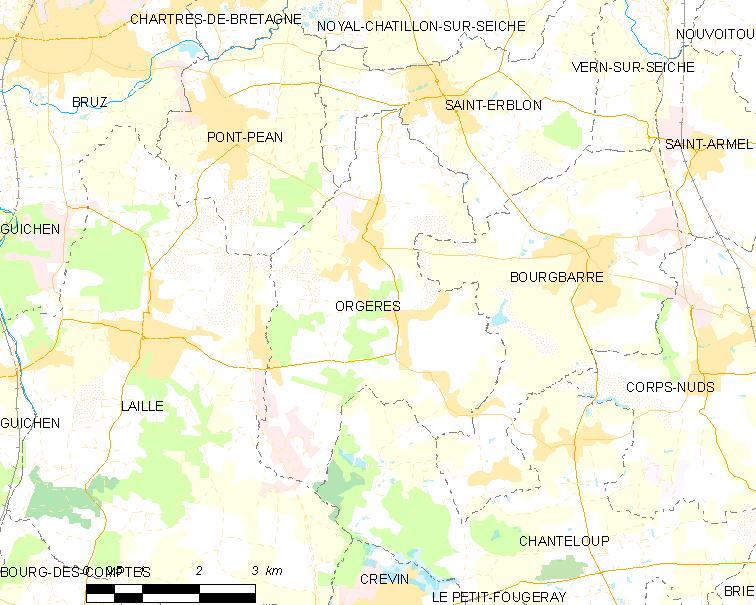
Carte d'Orgères.

La commune d'Orgères se trouve à proximité de :
- Pont-Péan à 4 km au nord-ouest,
- Saint-Erblon à 3,5 km au nord-est,
- Bourgbarré à 3,5 km à l'est,
- Chanteloup à 6 km au sud-est,
- Crevin à 9 km au sud,
- Laillé à 5 km au sud-ouest,
- Bruz à 8 km au nord-ouest.

### Géologie et relief
En matière géologique, le territoire communal se divise en deux. La plus grande partie se situe sur le bassin de Rennes tandis que la partie sud-ouest intègre le massif de Paimpont et le plissement de Bain-de-Bretagne. Le sol du bassin de rennes est un sol faiblement argiluvié, parfois hydromorphe, issu de limon et surtout de schiste tendre. Au sud-ouest, le sol est peu profond sur le versant mais profond, fréquemment argiluvié sur les plateaux et versants à pente faible, issu de schiste dur.
Selon l'Institut national de l'information géographique et forestière (IGN), le centre-bourg culmine à 60 m de haut mais le point le plus élevé de la commune culmine à 112 m au lieu-dit l'Hermitière tandis que le point le plus bas se situe à 27 m le long du ruisseau de la Blanchetais. Du Nord en direction du sud, le relief ne cesse de monter.
Selon Corine Land Cover, la superficie totale de la commune est de 1 678 ha, dont 353 ha de terres artificialisées, 1 275 ha de terres agricoles et 150 ha de forêt et milieux semi-naturels.
Le Bois de Pouez de 355,73 hectares se trouve à l'extrémité sud de la commune.

### Hydrographie
Pour un article plus général, voir Réseau hydrographique d'Ille-et-Vilaine.
La commune est située dans le dans le bassin versant de la Vilaine, au sein du bassin Loire-Bretagne. Située entre la Seiche et le Semnon, deux affluents de la Vilaine, elle est drainée par la Halleraie, le ruisseau des Coniaux, le ruisseau de Bodin, le ruisseau des Hamonais et le ruisseau du Désert,,.

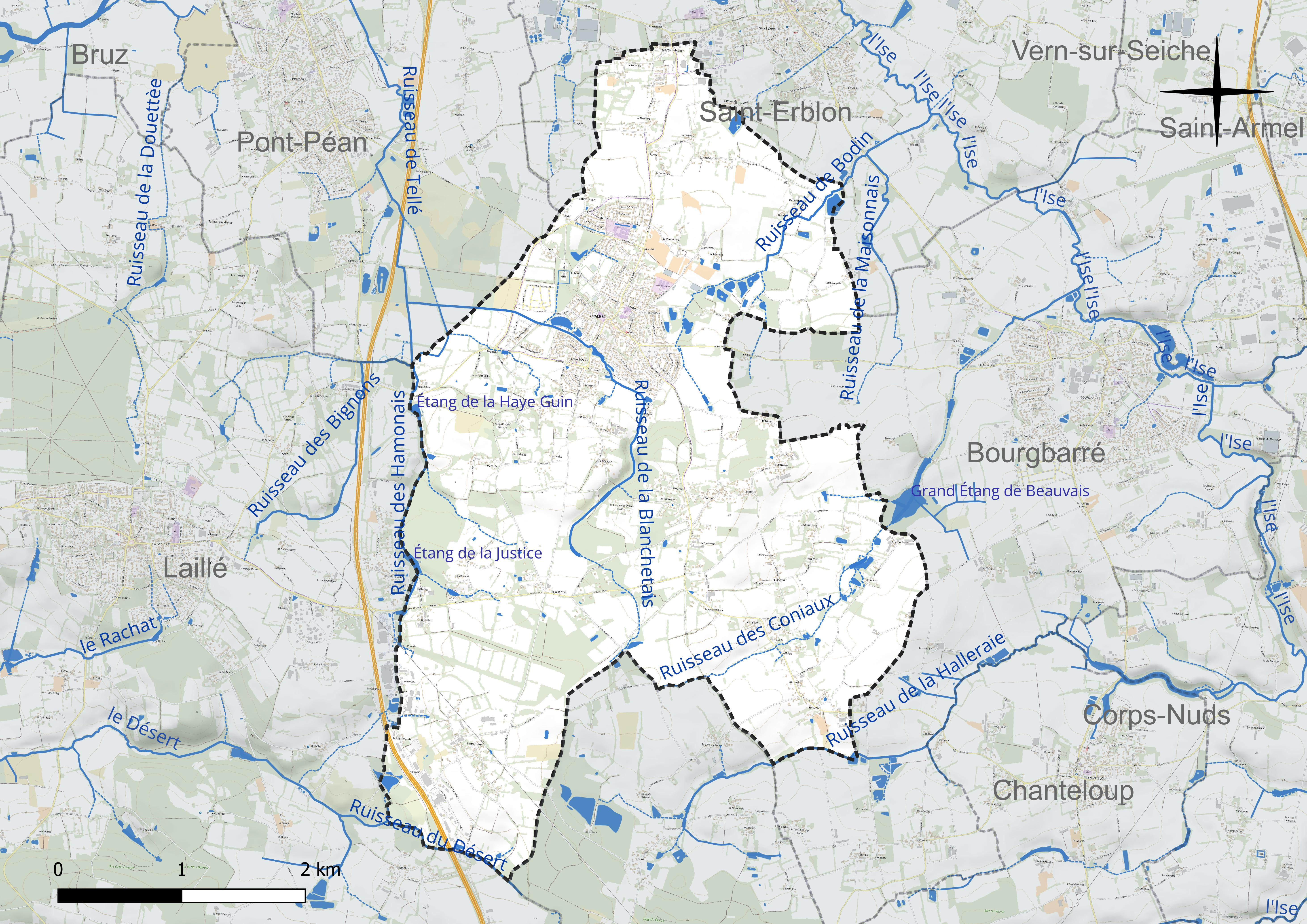
Réseau hydrographique d'Orgères.

Deux plans d'eau complètent le réseau hydrographique : l'étang de la Haye Guin, d'une superficie totale de 0,7 ha (0,6 ha sur la commune) et l'étang de la Justice, d'une superficie totale de 1 ha (0,65 ha sur la commune),.

### Climat
Pour des articles plus généraux, voir Climat de la Bretagne et Climat d'Ille-et-Vilaine.
En 2010, le climat de la commune est de type climat océanique franc, selon une étude du CNRS s'appuyant sur une série de données couvrant la période 1971-2000. En 2020, Météo-France publie une typologie des climats de la France métropolitaine dans laquelle la commune est exposée à un climat océanique et est dans la région climatique  Bretagne orientale et méridionale, Pays nantais, Vendée, caractérisée par une faible pluviométrie en été et une bonne insolation. Parallèlement l'observatoire de l'environnement en Bretagne publie en 2020 un zonage climatique de la région Bretagne, s'appuyant sur des données de Météo-France de 2009. La commune est, selon ce zonage, dans la zone « Sud Est », avec des étés relativement chauds et ensoleillés.  
Pour la période 1971-2000, la température annuelle moyenne est de 11,6 °C, avec une amplitude thermique annuelle de 13 °C. Le cumul annuel moyen de précipitations est de 780 mm, avec 12,4 jours de précipitations en janvier et 6,4 jours en juillet. Pour la période 1991-2020, la température moyenne annuelle observée sur la station météorologique la plus proche, située sur la commune de Saint-Jacques-de-la-Lande à 8 km à vol d'oiseau, est de 12,4 °C et le cumul annuel moyen de précipitations est de 691,0 mm,. Pour l'avenir, les paramètres climatiques de la commune estimés pour 2050 selon différents scénarios d'émission de gaz à effet de serre sont consultables sur un site dédié publié par Météo-France en novembre 2022.

### Voies de communication et transports
La commune est desservie par la route nationale à 4 voies route nationale 137 dite « Route des Estuaires » sur cette partie, mise en service en décembre 1990, et qui a considérablement raccourci le temps de trajet jusqu'à Rennes. Elle se situe à l'ouest d'Orgères mais traverse la commune au sud-ouest à l'Hermitière. Le bourg est traversé par la D 39 qui relie Laillé à Bourgbarré et par la D 286 qui fait la jonction entre la D 36 et la D 41, cette dernière reliant Laillé à Chanteloup en passant par la sud d'Orgères.
La commune est desservie par les bus du service des transports en commun de l'agglomération rennaise (STAR) via la ligne 74 (61 les dimanches et jours fériés et les vendredis et samedis soir).
Le lieu-dit « L'Hermitière » ainsi que la « ZA de L'Hermitière » sont desservis par la ligne 235 en correspondance avec la ligne 79 à l'arrêt Mouton Blanc à Pont-Péan.

## Urbanisme

### Typologie
Au 1er janvier 2024, Orgères est catégorisée ceinture urbaine, selon la nouvelle grille communale de densité à sept niveaux définie par l'Insee en 2022.
Elle appartient à l'unité urbaine d'Orgères, une unité urbaine monocommunale constituant une ville isolée,. Par ailleurs la commune fait partie de l'aire d'attraction de Rennes, dont elle est une commune de la couronne,. Cette aire, qui regroupe 183 communes, est catégorisée dans les aires de 700 000 habitants ou plus (hors Paris),.

### Occupation des sols
L'occupation des sols de la commune, telle qu'elle ressort de la base de données européenne d'occupation biophysique des sols Corine Land Cover (CLC), est marquée par l'importance des territoires agricoles (72,8 % en 2018), en diminution par rapport à 1990 (77,4 %). La répartition détaillée en 2018 est la suivante : 
zones agricoles hétérogènes (30,8 %), terres arables (25 %), prairies (17 %), zones urbanisées (12,6 %), forêts (8,9 %), zones industrielles ou commerciales et réseaux de communication (3,8 %), espaces verts artificialisés, non agricoles (1,8 %). L'évolution de l'occupation des sols de la commune et de ses infrastructures peut être observée sur les différentes représentations cartographiques du territoire : la carte de Cassini (XVIIIe siècle), la carte d'état-major (1820-1866) et les cartes ou photos aériennes de l'IGN pour la période actuelle (1950 à aujourd'hui).

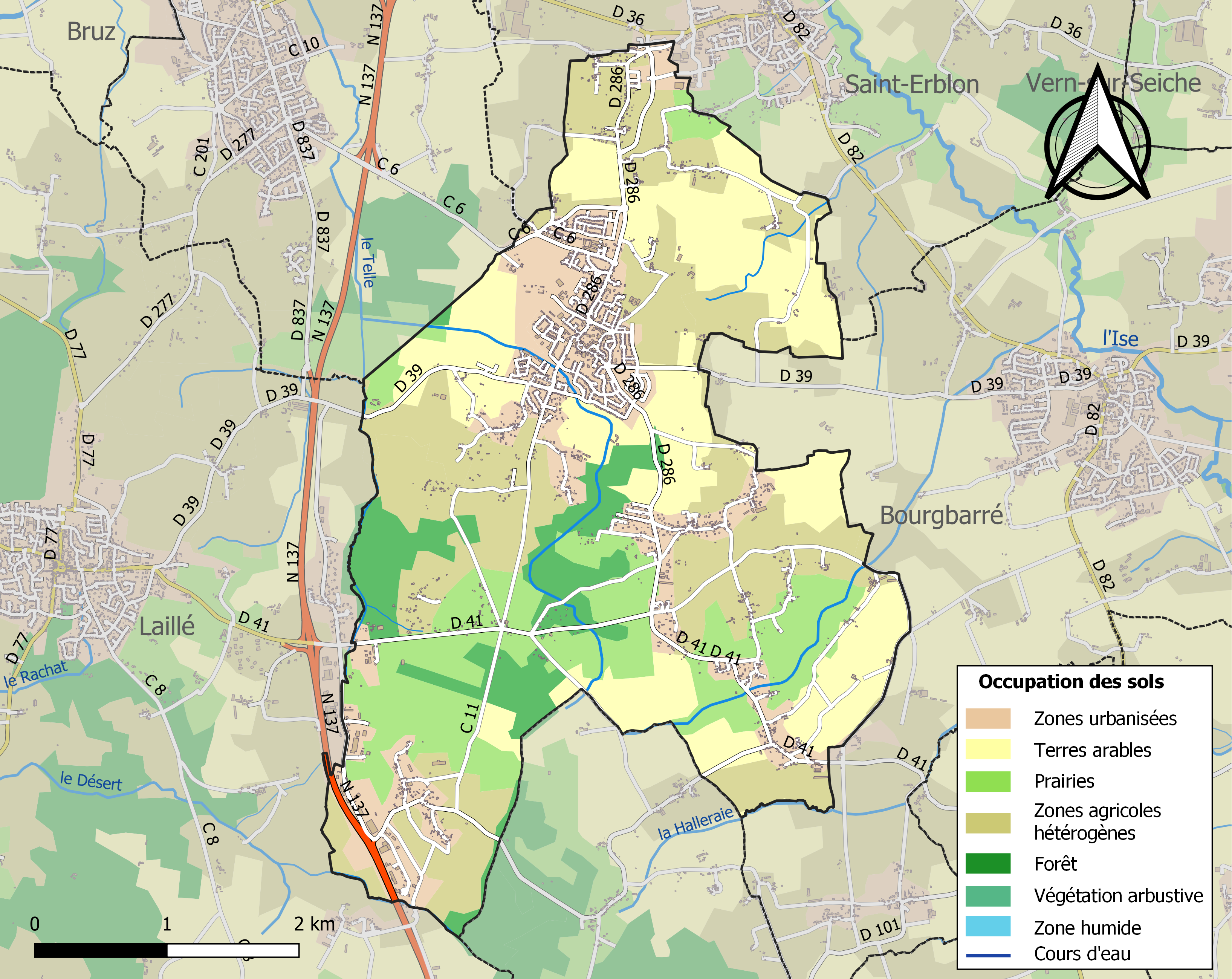
Carte des infrastructures et de l'occupation des sols de la commune en 2018 (CLC).

### Logement
Le tableau ci-dessous présente une comparaison de quelques indicateurs chiffrés du logement pour Orgères et l'ensemble de l'Ille-et-Vilaine en 2017,.
|                                                                  | Orgères | Ille-et-Vilaine |
| ---------------------------------------------------------------- | ------- | --------------- |
| Parc immobilier total (en nombre d'habitations)                  | 2 079   | 546 440         |
| Part des résidences principales (en %)                           | 89,7    | 86,2            |
| Part des résidences secondaires et logements occasionnels (en %) | 0,7     | 6,9             |
| Part des logements vacants (en %)                                | 9,6     | 6,9             |
| Part des ménages propriétaires de leur logement (en %)           | 72,1    | 59,8            |

### Morphologie urbaine
La commune d'Orgères est urbanisée essentiellement sur le centre-bourg, qui se situe plutôt au nord et au centre. Depuis 1975, ce centre-bourg n'a pas cessé de s'agrandir. L'urbanisation s'est d'abord faite le long de la rue de Rennes en direction du nord. Dans les années 1990-2000, l'urbanisation s'étale vers le sud, le lotissement du Coteaux notamment, et le long de la route de Laillé. Dans les années 2000-2010, le centre-bourg s'agrandit vers l'est et le nord, au lieu-dit La Haye Longue. La commune se dote d'un collège, ce qui témoigne du dynamisme démographique de la commune et des communes environnantes.
À l'image de l'urbanisation bretonne, le mitage est important car très ancien. On trouve de l'habitat dispersé sur tout le territoire de la commune, notamment aux lieux-dits la Roussaie, la Cochardière, la Plardière, le Pâtis, le Commun, la Mandonais, le Bas-Serrière, la Moisonnais, le Chatenay, La Rochelle, Lourme, le Télégraphe, la Guibertière, la Planche, la Frogerais, Lourmel, l'Hermitière, la Corbière, la Plessette et le Plessix.
Deux zones d'activités se situent sur le territoire de la commune : au nord-est, la zone d'Orgerblon et au sud-ouest, la zone de l'Hermitière.
Orgères dispose d'un plan local d'urbanisme intercommunal approuvé par délibération du conseil métropolitain du 19 décembre 2019. Il divise l'espace des 43 communes de Rennes Métropole en zones urbaines, agricoles ou naturelles.

### Projets d'aménagements
Selon le Plan local d'urbanisme (PLU) de la commune, il existe plusieurs projets d'aménagement urbain. La ZAC Centre Bourg, qui visait à la réalisation de petits immeubles urbains et au développement d'activités commerciales, s'est achevée en 2013. Le quartier résidentiel « La Vignette » qui est achevé également, était destiné à prolonger le bourg vers l'est. Le quartier résidentiel « La Haye Longue » première tranche, achevé, prolonge l'urbanisation en direction du nord, de même que « La Haye Longue » deuxième tranche, en cours d'achèvement. « Les Cassouers », situés à l'ouest du bourg, quartier résidentiel avec une résidence communautaire, est achevé depuis 2013.
Les projets d'aménagement en cours sont destinés à urbaniser le bourg vers l'est et l'ouest afin de lui donner une forme plus arrondi. Le principal projet reste la ZAC « Les Prairies d'Orgères ». Il s'étend sur 45 ha, dont 12 ha d'espace vert, et pourra accueillir plus de 1 000 logements supplémentaires d'ici quinze ans. À l'est, un autre quartier résidentiel est en projet : « Les Ormes Blanches », entre les RD 39 et 286. Sur une surface de 6,5 ha, il est destiné à accueillir plus de 125 logements. Les communes d'Orgères et Saint-Erblon ont souhaité développer un projet en commun, la ZAC « Orgerblon », à la charnière des deux communes. Sur cette ZAC à vocation principalement économique, existe un programme d'habitat. Tous les projets résidentiels visent à mêler des habitats collectifs, semi-collectifs et maisons individuelles.
Les nouveaux quartiers résidentiels à l'ouest et au nord devront être délimités dans le futur par une voie de contournement reliant les routes de Laillé, de Pont-Péan et de Saint-Erblon, doublé d'une piste cyclable.

## Toponymie
Le nom de la localité est attesté sous les formes Orgiariae  en 1148, Orgeria en 1181, De Orgeriis en 1516.
Le toponyme serait issu du latin hordeum, « orge », suffixé de -aria, soit « lieu planté d'orge ».
La commune a pour nom Orjere en gallo, prononcé [ɔrʒər].
La forme bretonne proposée par l'Office public de la langue bretonne est An Heizeg.

## Histoire
Il semble qu'Orgères soit habitée depuis l'époque gauloise car des habitats gaulois ont été découverts lors de fouilles archéologiques effectuées par l'INRAP en 2012. Ces fouilles ont surtout mis en évidence une forge qui aurait fonctionné aux Ier et IIe siècles de notre ère. Cette forge, qui a fonctionné une cinquantaine d'années, était surtout une forge de service, destinée à réparer divers outils.
Le saint patron de la paroisse est Martin. Au pays de Bretagne, les fidèles que Martin avait convertis formèrent une pieuse colonie à l'extrémité des landes d'Orgères, la place où se dressait la cellule de saint Martin est aujourd'hui un hameau nommé « l'Hermitière », une oasis de verdure, dans lequel les arbres cachent les maisons.
La paroisse semble remonter au XIe siècle. L'église a été construite aux XVe et XVIIIe siècles, sauf la tour (1844). On rapporte que les carrières d'Orgères ont fourni des matériaux pour les fortifications de Rennes au XVe siècle.
Parmi les hommes célèbres de la commune figure le curé Vaneau, député des États-Généraux en 1789.
Le château d'Orgères, à 600 m au nord-ouest du bourg et à l'ouest de la route, comprenait au XVIIIe siècle une vaste construction avec un dôme central et deux pavillons, mais il a été en partie incendié au début du XIXe siècle et se compose aujourd'hui de deux bâtiments accolés d'inégale hauteur. Le moins haut est ce qui reste de l'ancien château.
La seigneurie d'Orgères fut érigée en châtellenie en 1640 et en baronnie en 1664 et 1774. Elle relevait originairement de la seigneurie de Bourgbarré, puis directement du roi depuis 1640. La tradition conserve le souvenir d'un combat livré entre les républicains et des chouans à la cour d'Orgères, près du château.
De nombreuses demeures conservent des souvenirs historiques comme l'ancien manoir de Serrière qui relevait de la seigneurie de Châteauloger en Saint-Erblon.
Du manoir du Noyer (en partie démoli en 1806), il reste une petite fenêtre à bancs et une cheminée dont le linteau de bois est sculpté d'un écusson en pointe.
L'ancien manoir de l'Ourme ; l'ancien manoir de Châtenay ; l'ancienne maison de la Guibertière ; l'ancien manoir du Plessis.
L'ancien manoir de Bouharée. Il a été restauré au XVIIIe siècle et conserve une tourelle ronde. On prétend qu'il y a eu à Bouharée une colonie romaine. L'ancienne chapelle de l'Hermitière, elle était encore desservie au XVIIIe siècle. On conserve sa cloche dans le village de l'Hermitière et on la sonne quand un des habitants vient à mourir.
Le hameau de la Douve : à l'est de celui-ci motte circulaire fossoyée haute de 2 m et d'un diamètre de 25 m à la base appelé le château, entouré d'une douve de 3 mètres de largeur constamment remplie.
Vers Chanteloup, à l'est de l'ancien manoir de Châtenay, motte fossoyée haute de 8 m. En 1397 elle était la possession des Montgermont.
Une ligne de tramway des TIV (Transports d'Ille-et-Vilaine) allant de Rennes au Grand-Fougeray en passant par Chartres, Noyal-sur-Seiche, Pont-Péan, Orgères, Chanteloup, Le Sel, Saulnières, Pancé, Bain et La Dominelais fut construite à partir de 1909 ; mise en service en 1910, la ligne était longue de 64 km ; elle ferma en 1937 ; les tramways y circulaient à environ 25 km/h.

## Politique et administration

### Rattachements administratifs et électoraux

#### Circonscriptions de rattachement
Orgères appartient à l'arrondissement de Rennes et au canton de Janzé depuis le redécoupage cantonal de 2014. Avant cette date, la commune a appartenu aux cantons suivants : Rennes-Sud-Ouest (1833-1973), Rennes-VIII (1973-1982) et Bruz (1982-2015).
Pour l'élection des députés, la commune fait partie de la première circonscription d'Ille-et-Vilaine, représentée depuis juillet 2024 par Marie Mesmeur (LFI-NUPES). Sous le Second Empire, elle appartenait à la circonscription de Rennes, sous la IIIe République à la deuxième circonscription de Rennes, de 1958 à 1986 à la 2e circonscription (Rennes-Sud) et de 1986 à 2010 à la 4e circonscription (Redon).

#### Intercommunalité
Le 1er janvier 2000, la commune intègre Rennes Métropole (anciennement Rennes District). Avant cette date, Orgères était ce qu'on appelle une commune isolée, c'est-à-dire n'appartenant à aucune structure intercommunale.
Orgères fait aussi partie du Pays de Rennes.

#### Institutions judiciaires
Sur le plan des institutions judiciaires, la commune relève du tribunal judiciaire (qui a remplacé le tribunal d'instance et le tribunal de grande instance le 1er janvier 2020), du tribunal pour enfants, du conseil de prud'hommes, du tribunal de commerce, de la cour d'appel et du tribunal administratif de Rennes et de la cour administrative d'appel de Nantes.

### Administration municipale
Le nombre d'habitants au dernier recensement étant compris entre 5 000 à 9 999 habitants, le nombre de membres du conseil municipal est de 29.
Conseil municipal actuel
Les 29 sièges composant le conseil municipal ont été pourvus le 12 juin 2022 lors du premier tour de scrutin. Actuellement, il est réparti comme suit :

### Liste des maires

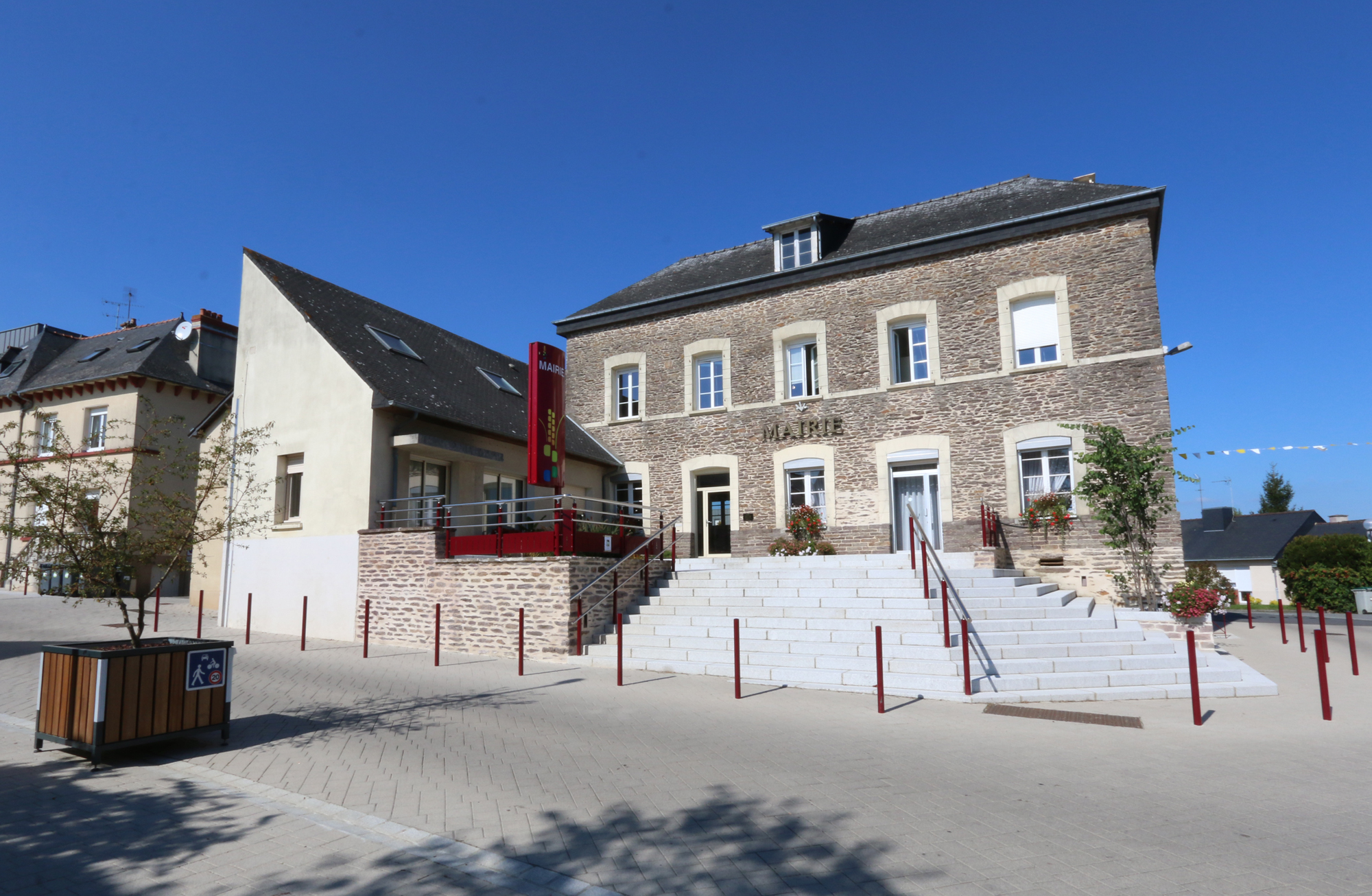
Mairie d'Orgères

À la suite de la démission de plus d'un tiers des membres du conseil municipal, une élection municipale partielle est organisée le 12 juin 2022. Elle oppose les deux listes en concurrence lors du scrutin de 2020 : la liste du maire sortant intitulée « Orgères, un nouvel élan » et celle de l'opposition, « Ensemble pour Orgères », conduite par Erwan Moreau. À l'issue du premier tour, c'est la liste Cochaud qui remporte le scrutin avec 51,62 % des voix. Yannick Cochaud est reconduit dans ses fonctions le 17 juin 2022.

### Jumelages
- Chrzypsko Wielkie (Pologne)

## Démographie
L'évolution du nombre d'habitants est connue à travers les recensements de la population effectués dans la commune depuis 1793. Pour les communes de moins de 10 000 habitants, une enquête de recensement portant sur toute la population est réalisée tous les cinq ans, les populations de référence des années intermédiaires étant quant à elles estimées par interpolation ou extrapolation. Pour la commune, le premier recensement exhaustif entrant dans le cadre du nouveau dispositif a été réalisé en 2007.

En 2022, la commune comptait 5 602 habitants, en évolution de +24,66 % par rapport à 2016 (Ille-et-Vilaine : +5,46 %, France hors Mayotte : +2,11 %).
| 1793  | 1800 | 1806  | 1821  | 1831  | 1836  | 1841  | 1846  | 1851  |
| ----- | ---- | ----- | ----- | ----- | ----- | ----- | ----- | ----- |
| 1 162 | 984  | 1 103 | 1 202 | 1 189 | 1 226 | 1 201 | 1 239 | 1 228 |

| 1856  | 1861  | 1866  | 1872  | 1876  | 1881  | 1886  | 1891  | 1896  |
| ----- | ----- | ----- | ----- | ----- | ----- | ----- | ----- | ----- |
| 1 198 | 1 262 | 1 259 | 1 182 | 1 178 | 1 208 | 1 210 | 1 224 | 1 175 |

| 1901  | 1906  | 1911  | 1921 | 1926 | 1931 | 1936 | 1946 | 1954 |
| ----- | ----- | ----- | ---- | ---- | ---- | ---- | ---- | ---- |
| 1 194 | 1 069 | 1 045 | 968  | 979  | 928  | 926  | 941  | 886  |

| 1962 | 1968  | 1975  | 1982  | 1990  | 1999  | 2006  | 2007  | 2012  |
| ---- | ----- | ----- | ----- | ----- | ----- | ----- | ----- | ----- |
| 911  | 1 064 | 1 708 | 2 175 | 2 537 | 2 881 | 3 514 | 3 605 | 4 059 |

| 2017  | 2022  | - | - | - | - | - | - | - |
| ----- | ----- | - | - | - | - | - | - | - |
| 4 729 | 5 602 | - | - | - | - | - | - | - |

## Culture locale et patrimoine

### Langue gallèse
En mars 2024, la commune d'Orgères adhère à la charte « du galo, dam Yan, dam Vèr ! ».

### Lieux et monuments

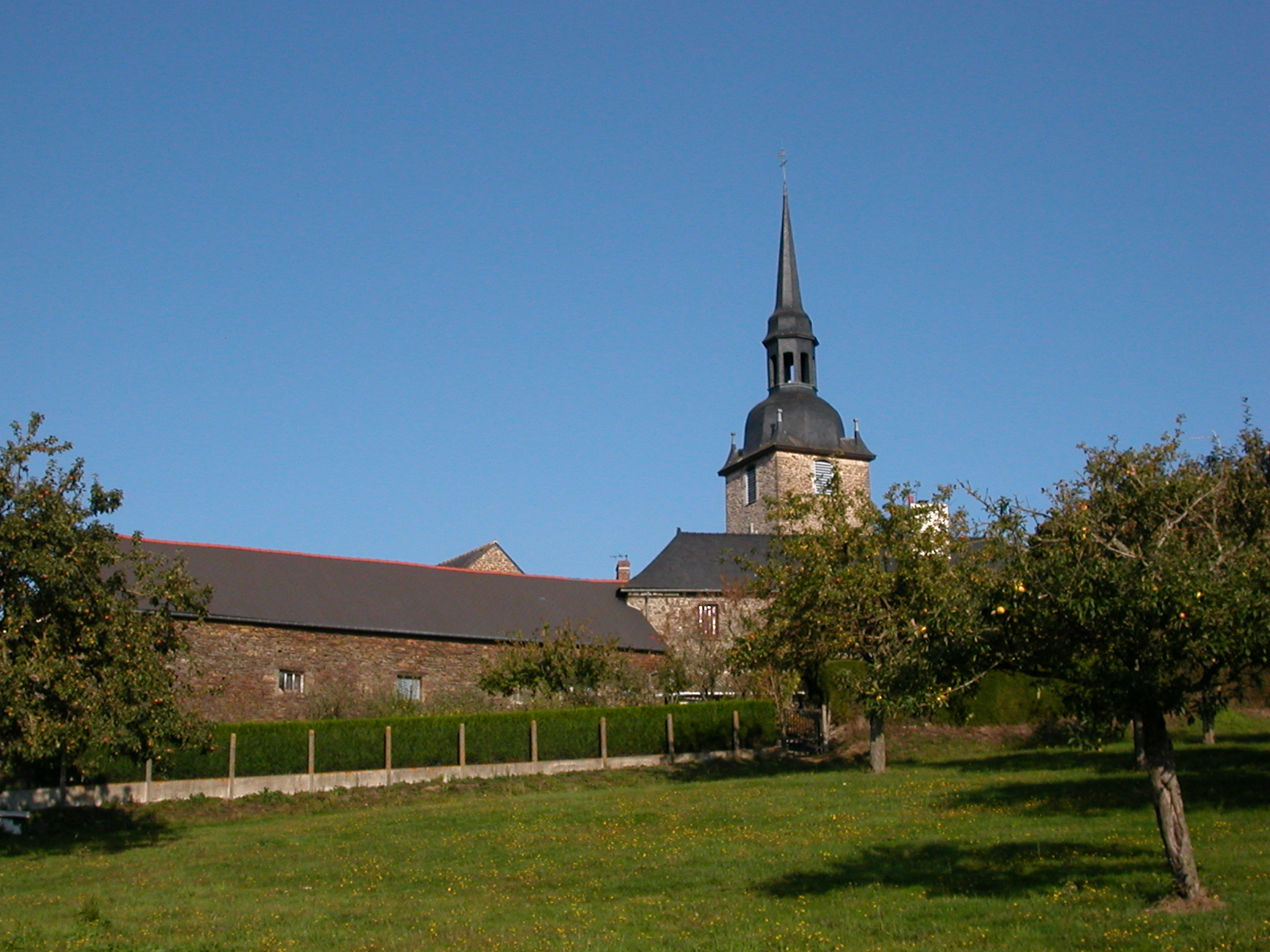
Église Saint-Martin.

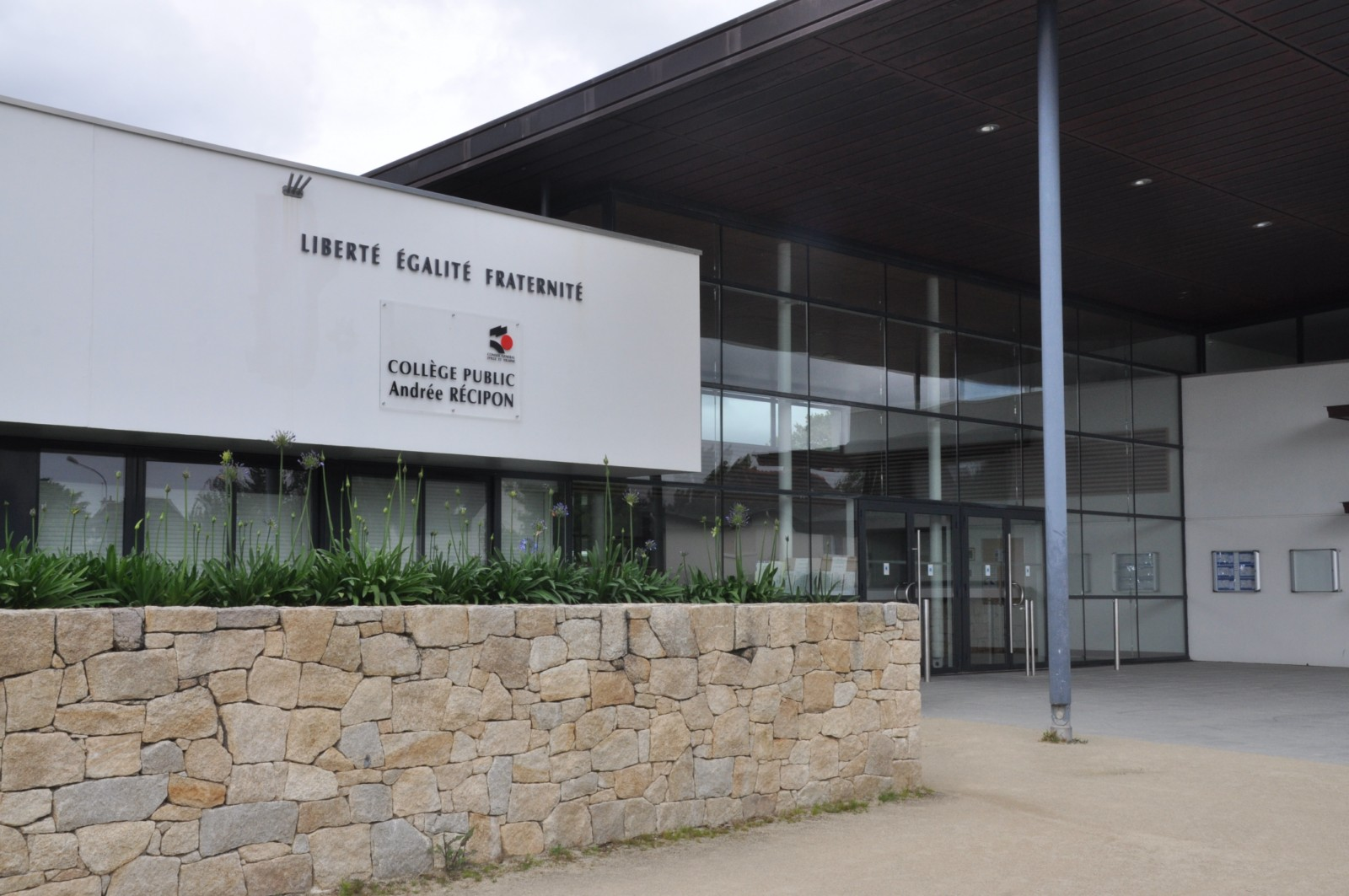
Collège Andrée-Récipon.

La commune ne compte aucun monument historique protégé mais dispose de plusieurs édifices d'intérêt patrimonial :
- l'église Saint-Martin, dédiée à Martin de Tours[40] ;
- le château d'Orgères[41] ;
- le moulin de la chicane ;
- ancien manoir de Bouharée ;
- vestige de l'ancien télégraphe ;
- plusieurs manoirs, fermes et maisons[42] ;
- le bois de Pouez et ses sentiers pour les promeneurs.

### Personnalités liées à la commune
- Le curé Vaneau, membre des États généraux de 1789. Ce dernier fut nommé curé de la paroisse d'Orgères en 1778. Aux États généraux, il est membre du Comité ecclésiastique, mais il s'en retire au moment de l'élaboration de la constitution civile du clergé. Refusant de prêter serment, il quitte la France et se réfugie en Angleterre en 1792. Il revient après le Concordat mais administre une autre commune.